# Stapelseen
Die Stapelseen waren drei Seen und fünf weitere Landseen in Schleswig-Holstein. Sie lagen in der Sorgeniederung östlich der Stapelholmer Geest, einem Bergrücken zwischen Norderstapel und Süderstapel als Trennlinie zwischen Eider und Treene.
Die Gewässer waren der Börmer See, Wittenhagener See, Kleinsee und Meggersee, zwei namensgleiche Stapelseen, der Dacksee und der Meyensee.
Es waren Seegewässer der Sorge, die sich bei Niederschlag in der Sorgeniederung sehr weit verbreiteten und jahrhundertelang für die Besiedelung eine Problemzone darstellten. Erst im 17./18. Jahrhundert, mit Ansiedelung holländischer Remonstranten, die Friedrichstadt erbauten, konnte das Problem in der Sorgeniederung gelöst werden.